# Mistrzostwa Świata U-20 w Rugby Union Mężczyzn 2010
Mistrzostwa Świata Juniorów w Rugby Union 2010 (IRB Junior World Championship 2010) – trzecie mistrzostwa świata w rugby union dla drużyn narodowych do lat 20, organizowane przez IRB. Turniej został rozegrany w Argentynie w dniach 5–21 czerwca 2010 roku. Wzięło w nim udział szesnaście drużyn, a tytułu bronił zespół Nowej Zelandii.
Unión Argentina de Rugby otrzymał prawa do organizacji zawodów w czerwcu 2009 roku, we wrześniu tego roku natomiast ogłoszono składy grup i rozkład gier, sędziowie nominowani zostali na początku kwietnia 2010 roku. W turnieju brało udział po raz pierwszy dwanaście drużyn, liczbę uczestników zredukowano o czterech z uwagi na trudności finansowe. Reprezentacje te zostały podzielone na trzy czterozespołowe grupy, które rywalizowały systemem kołowym w ciągu trzech meczowych dni. Po zakończeniu pierwszej fazy ustalany był ranking – pierwsze cztery zespoły awansowały do półfinałów, kolejne cztery walczyły o miejsce piąte, zaś pozostałe o miejsce dziewiąte.
Trzeci tytuł z rzędu zdobył zespół Nowej Zelandii, który w finale pokonał Australię 62–17, natomiast drużyna Samoa, która zajęła ostatnie miejsce, w kolejnym roku wystąpiła w Junior World Rugby Trophy. Najwięcej punktów zdobył kapitan triumfatorów, Tyler Bleyendaal, w klasyfikacji przyłożeń z ośmioma zwyciężył zaś jego rodak, Julian Savea.
Sygnał telewizyjny przygotowywała stacja ESPN. Turniej był transmitowany przez dziewiętnaście stacji telewizyjnych z całego świata odbieranych w 149 krajach – zaplanowano około trzystu godzin transmisji na żywo. Dodatkowo dwanaście spotkań było transmitowanych w Internecie na oficjalnej stronie IRB. Najtańszy karnet na wszystkie dziesięć spotkań na jeden ze stadionów kosztował 50 (ulgowy) i 120 ARS (normalny).
Statystyki fazy finałowej.

## Uczestnicy
| Grupa | Zespół                 | Liczba występów | Poprzednia pozycja |
| ----- | ---------------------- | --------------- | ------------------ |
| A     | Nowa Zelandia U-20     | 2               | 1                  |
| A     | Walia U-20             | 2               | 6                  |
| A     | Samoa U-20             | 2               | 7                  |
| A     | Fidżi U-20             | 2               | 12                 |
| B     | Anglia U-20            | 2               | 2                  |
| B     | Francja U-20           | 2               | 5                  |
| B     | Irlandia U-20          | 2               | 8                  |
| B     | Argentyna U-20         | 2               | 11                 |
| C     | Południowa Afryka U-20 | 2               | 3                  |
| C     | Australia U-20         | 2               | 4                  |
| C     | Szkocja U-20           | 2               | 9                  |
| C     | Tonga U-20             | 2               | 10                 |

## Stadiony
| Miasto   | Stadion                                    | Pojemność |
| -------- | ------------------------------------------ | --------- |
| Santa Fe | Estadio Brigadier General Estanislao López | 32 500    |
| Parana   | Estadio Ciudad de Caseros                  | 16 740    |
| Rosario  | Estadio Newell’s Old Boys                  | 39 121    |

## Faza grupowa

### Grupa A
| 5 czerwca 201014:00 | Fidżi U-20                          | 11:44 | Nowa Zelandia U-20                                                                                               | Estadio Brigadier General Estanislao López, Santa Fe Sędzia: JP Doyle |
| 5 czerwca 201014:00 | Nasiganiyavi 5 (P), Matavesi 6 (2K) | 11:44 | Parker 15 (3pd 3K), Robertson 5 (P), Allen 5 (P), Grice 5 (P), Polwart 5 (P), Bleyendaal 4 (2pd), Marshall 5 (P) | Estadio Brigadier General Estanislao López, Santa Fe Sędzia: JP Doyle |
| 5 czerwca 201014:00 | Kurisaru                            | 11:44 | | Estadio Brigadier General Estanislao López, Santa Fe Sędzia: JP Doyle |

| 5 czerwca 201016:00 | Walia U-20                    | 22:13 | Samoa U-20                                                | Estadio Ciudad de Caseros, Parana Sędzia: Nathan Pearce |
| 5 czerwca 201016:00 | Jarvis 17 (pd 5K), Beck 5 (P) | 22:13 | Tualaulelei 5 (P), Sililoto 5 (P), Faʻapale Faleono 3 (K) | Estadio Ciudad de Caseros, Parana Sędzia: Nathan Pearce |
| 5 czerwca 201016:00 | Faletau                       | 22:13 |                                                           | Estadio Ciudad de Caseros, Parana Sędzia: Nathan Pearce |

| 9 czerwca 201015:00 | Walia U-20                                                              | 31:3 | Fidżi U-20     | Estadio Ciudad de Caseros, Parana Sędzia: John Lacey |
| 9 czerwca 201015:00 | Jarvis 14 (pd 4K), John 5 (P), Allen 5 (P), Beck 5 (P), Shingler 2 (pd) | 31:3 | Matavesi 3 (K) | Estadio Ciudad de Caseros, Parana Sędzia: John Lacey |
| 9 czerwca 201015:00 | Nalasekata · Ugavule                                                    | 31:3 |                | Estadio Ciudad de Caseros, Parana Sędzia: John Lacey |

| 9 czerwca 201016:00 | Nowa Zelandia U-20 | 77:7 | Samoa U-20                            | Estadio Brigadier General Estanislao López, Santa Fe Sędzia: Pascal Gaüzère |
| 9 czerwca 201016:00 | Bleyendaal 21 (P 5pd 2K), Thomson 10 (2P), Veainu 5 (P), Savea 20 (4P), Ngauamo 5 (P), Parker 6 (3pd), Ngatai 5 (P), Prattley 5 (P) | 77:7 | Tyrell 5 (P), Faʻapale Faleono 2 (pd) | Estadio Brigadier General Estanislao López, Santa Fe Sędzia: Pascal Gaüzère |
| 9 czerwca 201016:00 | Iopu | 77:7 |                                       | Estadio Brigadier General Estanislao López, Santa Fe Sędzia: Pascal Gaüzère |

| 13 czerwca 201014:10 | Nowa Zelandia U-20                                                                      | 43:10 | Walia U-20                      | Estadio Brigadier General Estanislao López, Santa Fe Sędzia: Peter Allan |
| 13 czerwca 201014:10 | Bleyendaal 13 (5pd K), Kerr-Barlow 5 (P), Savea 10 (2P), Marshall 10 (2P), Veainu 5 (P) | 43:10 | Jarvis 5 (pd K), Williams 5 (P) | Estadio Brigadier General Estanislao López, Santa Fe Sędzia: Peter Allan |
| 13 czerwca 201014:10 | Taylor                                                                                  | 43:10 |                                 | Estadio Brigadier General Estanislao López, Santa Fe Sędzia: Peter Allan |

| 13 czerwca 201015:00 | Samoa U-20               | 12:15 | Fidżi U-20                                         | Estadio Ciudad de Caseros, Parana Sędzia: JP Doyle |
| 13 czerwca 201015:00 | Faʻapale Faleono 12 (4K) | 12:15 | Matavesi 5 (pd K), Tanikorolevu 5 (P), Dawai 5 (P) | Estadio Ciudad de Caseros, Parana Sędzia: JP Doyle |
| 13 czerwca 201015:00 | Nemani · Nalasekata      | 12:15 |                                                    | Estadio Ciudad de Caseros, Parana Sędzia: JP Doyle |

### Grupa B
| 5 czerwca 201014:10 | Francja U-20                                    | 25:22 | Irlandia U-20                   | Estadio Newell’s Old Boys, Rosario Sędzia: Jaco Peyper |
| 5 czerwca 201014:10 | Doussain 12 (4K), Erbani 5 (P), Bosch 8 (pd 2K) | 25:22 | McKinney 17 (pd 5K), Zebo 5 (P) | Estadio Newell’s Old Boys, Rosario Sędzia: Jaco Peyper |

| 5 czerwca 201016:10 | Argentyna U-20                                           | 22:48 | Anglia U-20                                             | Estadio Newell’s Old Boys, Rosario Sędzia: John Lacey |
| 5 czerwca 201016:10 | Moyano 5 (P), Rodríguez Muedra 12 (P 2pd K), Coria 5 (P) | 22:48 | Homer 23 (4pd 5K), May 15 (3P), Rowan 5 (P), Wade 5 (P) | Estadio Newell’s Old Boys, Rosario Sędzia: John Lacey |

| 9 czerwca 201014:10 | Anglia U-20                                    | 36:21 | Irlandia U-20                                             | Estadio Newell’s Old Boys, Rosario Sędzia: Garratt Williamson |
| 9 czerwca 201014:10 | Homer 21 (3pd 5K), Gibson 5 (P), Burns 10 (2P) | 36:21 | McKinney 9 (3K), Conway 5 (P), Griffin 5 (P), Reid 2 (pd) | Estadio Newell’s Old Boys, Rosario Sędzia: Garratt Williamson |

| 9 czerwca 201016:10 | Argentyna U-20                                                                                                 | 23:31 | Francja U-20                                                | Estadio Newell’s Old Boys, Rosario Sędzia: JP Doyle |
| 9 czerwca 201016:10 | Rodríguez Muedra 3 (dg), Baravalle 5 (P), Moyano 5 (P), de la Vega 5 (P), Mendez 2 (pd), Cruz Henestrosa 3 (K) | 23:31 | Bosch 11 (4pd K), Bales 5 (P), Lamerat 10 (2P), Sousa 5 (P) | Estadio Newell’s Old Boys, Rosario Sędzia: JP Doyle |
| 9 czerwca 201016:10 | Taofifénua | 23:31 |                                                             | Estadio Newell’s Old Boys, Rosario Sędzia: JP Doyle |

| 13 czerwca 201014:10 | Anglia U-20                              | 17:9 | Francja U-20                 | Estadio Newell’s Old Boys, Rosario Sędzia: Francisco Pastrana |
| 13 czerwca 201014:10 | Burns 9 (3K), Gibson 5 (P), Clegg 3 (dg) | 17:9 | Doussain 6 (2K), Bosch 3 (K) | Estadio Newell’s Old Boys, Rosario Sędzia: Francisco Pastrana |
| 13 czerwca 201014:10 | Lamerat                                  | 17:9 |                              | Estadio Newell’s Old Boys, Rosario Sędzia: Francisco Pastrana |

| 13 czerwca 201016:10 | Argentyna U-20                                                           | 24:21 | Irlandia U-20                                    | Estadio Newell’s Old Boys, Rosario Sędzia: Pascal Gaüzère |
| 13 czerwca 201016:10 | Mendez 11 (pd 3K), Vila 5 (P), Rodríguez Muedra 3 (dg), de la Vega 5 (P) | 24:21 | McKinney 11 (pd 3K), Marshall 5 (P), Doyle 5 (P) | Estadio Newell’s Old Boys, Rosario Sędzia: Pascal Gaüzère |
| 13 czerwca 201016:10 | Butler                                                                   | 24:21 |                                                  | Estadio Newell’s Old Boys, Rosario Sędzia: Pascal Gaüzère |

### Grupa C
| 5 czerwca 201014:00 | Tonga U-20                 | 14:40 | Południowa Afryka U-20                                            | Estadio Ciudad de Caseros, Parana Sędzia: Peter Allan |
| 5 czerwca 201014:00 | Toloke 9 (3K), Moala 5 (P) | 14:40 | Lambie 25 (P 4pd 4K), Mastriet 5 (P), Stander 5 (P), Venter 5 (P) | Estadio Ciudad de Caseros, Parana Sędzia: Peter Allan |
| 5 czerwca 201014:00 | Latu                       | 14:40 |                                                                   | Estadio Ciudad de Caseros, Parana Sędzia: Peter Allan |

| 5 czerwca 201016:00 | Australia U-20 | 58:13 | Szkocja U-20               | Estadio Brigadier General Estanislao López, Santa Fe Sędzia: Pascal Gaüzère |
| 5 czerwca 201016:00 | Toʻomua 13 (5pd K), Morahan 5 (P), Coleman 5 (P), Toua 15 (3P), Schatz 5 (P), Faingaʻa 5 (P), Jeloudev 5 (P), Jones 5 (P) | 58:13 | Weir 8 (pd 2K), Fife 5 (P) | Estadio Brigadier General Estanislao López, Santa Fe Sędzia: Pascal Gaüzère |
| 5 czerwca 201016:00 | Alo-Emile | 58:13 |                            | Estadio Brigadier General Estanislao López, Santa Fe Sędzia: Pascal Gaüzère |

| 9 czerwca 201013:00 | Australia U-20 | 67:5 | Tonga U-20 | Estadio Ciudad de Caseros, Parana Sędzia: Jaco Peyper |
| 9 czerwca 201013:00 | McCaffrey 5 (P), White 23 (3P 4pd), Sio 5 (P), Mitchell 5 (P), Coleman 5 (P), Battye 5 (P), Robertson 5 (P), Schatz 5 (P), Lance 5 (P), Toʻomua 4 (2pd) | 67:5 | Latu 5 (P) | Estadio Ciudad de Caseros, Parana Sędzia: Jaco Peyper |
| 9 czerwca 201013:00 | Manu | 67:5 | Sakalia    | Estadio Ciudad de Caseros, Parana Sędzia: Jaco Peyper |

| 9 czerwca 201014:00 | Południowa Afryka U-20 | 73:0 | Szkocja U-20 | Estadio Brigadier General Estanislao López, Santa Fe Sędzia: Francisco Pastrana |
| 9 czerwca 201014:00 | Mjekevu 5 (P), Lambie 21 (P 8pd), Kolisi 10 (2P), Van der Merwe 5 (P), Badenhorst 5 (P), Jantjies 12 (2P pd), Sithole 10 (2P), Okafor 5 (P) | 73:0 |              | Estadio Brigadier General Estanislao López, Santa Fe Sędzia: Francisco Pastrana |

| 13 czerwca 201013:00 | Szkocja U-20                                                   | 27:3 | Tonga U-20    | Estadio Ciudad de Caseros, Parana Sędzia: Nathan Pearce |
| 13 czerwca 201013:00 | Weir 12 (3pd 2K), Kennedy 5 (P), Maltman 5 (P), McInally 5 (P) | 27:3 | Soatame 3 (K) | Estadio Ciudad de Caseros, Parana Sędzia: Nathan Pearce |
| 13 czerwca 201013:00 | Pinomi · Sekona                                                | 27:3 |               | Estadio Ciudad de Caseros, Parana Sędzia: Nathan Pearce |

| 13 czerwca 201016:10 | Południowa Afryka U-20                                                  | 35:42 | Australia U-20                                                      | Estadio Brigadier General Estanislao López, Santa Fe Sędzia: Garratt Williamson |
| 13 czerwca 201016:10 | Lambie 15 (P 2pd 2K), Mjekevu 10 (2P), Van der Merwe 5 (P), Taute 5 (P) | 35:42 | Shipperley 15 (3P), Toʻomua 17 (4pd 3K), Coleman 5 (P), Quirk 5 (P) | Estadio Brigadier General Estanislao López, Santa Fe Sędzia: Garratt Williamson |

## Faza pucharowa

### Mecze o miejsca 9–12
|  | Półfinały o 9. miejsce | Półfinały o 9. miejsce | Półfinały o 9. miejsce |  |  | Mecz o 9. miejsce  | Mecz o 9. miejsce  | Mecz o 9. miejsce  |
|  |                        |                        |                        |  |  |                    |                    |                    |
|  | 1                      | Irlandia U-20          | 37                     |  |  |                    |                    |                    |
|  | 4                      | Samoa U-20             | 10                     |  |  |                    |                    |                    |
|  |                        |                        |                        |  |  |                    | Irlandia U-20      | 53                 |
|  |                        |                        |                        |  |  |                    | Szkocja U-20       | 23                 |
|  | 2                      | Szkocja U-20           | 28                     |  |  |                    |                    |                    |
|  | 3                      | Tonga U-20             | 8                      |  |  | Mecz o 11. miejsce | Mecz o 11. miejsce | Mecz o 11. miejsce |
|  |                        |                        |                        |  |  |                    |                    |                    |
|  |                        |                        |                        |  |  |                    | Samoa U-20         | 3                  |
|  |                        |                        |                        |  |  |                    | Tonga U-20         | 23                 |

| 17 czerwca 201013:00 | Irlandia U-20                                                              | 37:10 | Samoa U-20                                                 | Estadio Ciudad de Caseros, Parana Sędzia: Jaco Peyper |
| 17 czerwca 201013:00 | Reid 12 (3pd 2K), Annett 5 (P), Conway 5 (P), Boyle 10 (2P), Griffin 5 (P) | 37:10 | Keresoma 5 (P), Maleilegaoi 2 (pd), Faʻapale Faleono 3 (K) | Estadio Ciudad de Caseros, Parana Sędzia: Jaco Peyper |
| 17 czerwca 201013:00 | Sililoto · Faʻapale Faleono · Malo                                         | 37:10 |                                                            | Estadio Ciudad de Caseros, Parana Sędzia: Jaco Peyper |

| 17 czerwca 201015:10 | Szkocja U-20                                               | 28:8 | Tonga U-20                | Estadio Ciudad de Caseros, Parana Sędzia: Francisco Pastrana |
| 17 czerwca 201015:10 | Weir 13 (2pd 3K), McInally 5 (P), Tait 5 (P), Walker 5 (P) | 28:8 | Soatame 3 (K), Latu 5 (P) | Estadio Ciudad de Caseros, Parana Sędzia: Francisco Pastrana |

| 21 czerwca 201014:15 | Samoa U-20        | 3:23 | Tonga U-20                                                          | Estadio Ciudad de Caseros, Parana Sędzia: John Lacey |
| 21 czerwca 201014:15 | Maleilegaoi 3 (K) | 3:23 | Toloke 6 (2K), Katoa 5 (P), Aho 5 (P), Piutau 5 (P), Soatame 2 (pd) | Estadio Ciudad de Caseros, Parana Sędzia: John Lacey |
| 21 czerwca 201014:15 | Tukuʻafu          | 3:23 |                                                                     | Estadio Ciudad de Caseros, Parana Sędzia: John Lacey |

| 21 czerwca 201012:00 | Irlandia U-20                                                               | 53:23 | Szkocja U-20                                   | Estadio Ciudad de Caseros, Parana Sędzia: Garratt Williamson |
| 21 czerwca 201012:00 | Zebo 8 (P K), Reid 20 (P 6pd K), Conway 15 (3P), Annett 5 (P), Cooney 5 (P) | 53:23 | Weir 13 (2pd 3K), Harley 5 (P), McInally 5 (P) | Estadio Ciudad de Caseros, Parana Sędzia: Garratt Williamson |
| 21 czerwca 201012:00 | Weir · Fedorciow                                                            | 53:23 |                                                | Estadio Ciudad de Caseros, Parana Sędzia: Garratt Williamson |

### Mecze o miejsca 5–8
|  | Półfinał o 5. miejsce | Półfinał o 5. miejsce | Półfinał o 5. miejsce |  |  | Mecz o 5. miejsce | Mecz o 5. miejsce | Mecz o 5. miejsce |
|  |                       |                       |                       |  |  |                   |                   |                   |
|  | 1                     | Walia U-20            | 19 k. 8               |  |  |                   |                   |                   |
|  | 4                     | Argentyna U-20        | 19 k. 9               |  |  |                   |                   |                   |
|  |                       |                       |                       |  |  |                   | Argentyna U-20    | 23                |
|  |                       |                       |                       |  |  |                   | Francja U-20      | 37                |
|  | 2                     | Francja U-20          | 44                    |  |  |                   |                   |                   |
|  | 3                     | Fidżi U-20            | 9                     |  |  | Mecz o 7. miejsce | Mecz o 7. miejsce | Mecz o 7. miejsce |
|  |                       |                       |                       |  |  |                   |                   |                   |
|  |                       |                       |                       |  |  |                   | Walia U-20        | 39                |
|  |                       |                       |                       |  |  |                   | Fidżi U-20        | 15                |

| 17 czerwca 201014:00 | Walia U-20                                      | 19:19 k. 8:9 | Argentyna U-20                                          | Estadio Brigadier General Estanislao López, Santa Fe Sędzia: Peter Allan |
| 17 czerwca 201014:00 | Shingler 11 (pd 3K), Downes 5 (P), Jarvis 3 (K) | 19:19 k. 8:9 | Mendez 8 (pd 2K), Barone 5 (P), Rodríguez Muedra 6 (2K) | Estadio Brigadier General Estanislao López, Santa Fe Sędzia: Peter Allan |

| 17 czerwca 201016:15 | Francja U-20                                                                   | 44:9 | Fidżi U-20         | Estadio Brigadier General Estanislao López, Santa Fe Sędzia: Nathan Pearce |
| 17 czerwca 201016:15 | Bosch 19 (5pd 3K), Geledan 5 (P), Erbani 10 (2P), Lagain 5 (P), Bonneval 5 (P) | 44:9 | Matavesi 9 (dg 2K) | Estadio Brigadier General Estanislao López, Santa Fe Sędzia: Nathan Pearce |

| 21 czerwca 201012:00 | Walia U-20                                                       | 39:15 | Fidżi U-20                                   | Estadio Brigadier General Estanislao López, Santa Fe Sędzia: Jaco Peyper |
| 21 czerwca 201012:00 | Jarvis 22 (2pd 6K), Allen 10 (2P), Davies 5 (P), Shingler 2 (pd) | 39:15 | Ratulevu 5 (P), Linde 5 (pd K), Nemani 5 (P) | Estadio Brigadier General Estanislao López, Santa Fe Sędzia: Jaco Peyper |
| 21 czerwca 201012:00 | Nemani                                                           | 39:15 |                                              | Estadio Brigadier General Estanislao López, Santa Fe Sędzia: Jaco Peyper |

| 21 czerwca 201014:15 | Argentyna U-20                                                          | 23:37 | Francja U-20                                                                                    | Estadio Brigadier General Estanislao López, Santa Fe Sędzia: Peter Allan |
| 21 czerwca 201014:15 | Mendez 6 (2K), de la Vega 10 (2P), Rodríguez Muedra 2 (pd), López 5 (P) | 23:37 | Gimeno 10 (2P), Taofifenua 5 (P), Doussain 7 (2pd K), Ivaldi 5 (P), Bosch 5 (pd K), Dulin 5 (P) | Estadio Brigadier General Estanislao López, Santa Fe Sędzia: Peter Allan |

### Mecze o miejsca 1–4
|  | Półfinały | Półfinały              | Półfinały |  |  | Finał             | Finał                  | Finał             |
|  |           |                        |           |  |  |                   |                        |                   |
|  | 1         | Australia U-20         | 28        |  |  |                   |                        |                   |
|  | 4         | Anglia U-20            | 16        |  |  |                   |                        |                   |
|  |           |                        |           |  |  |                   | Australia U-20         | 17                |
|  |           |                        |           |  |  |                   | Nowa Zelandia U-20     | 62                |
|  | 2         | Nowa Zelandia U-20     | 36        |  |  |                   |                        |                   |
|  | 3         | Południowa Afryka U-20 | 7         |  |  | Mecz o 3. miejsce | Mecz o 3. miejsce      | Mecz o 3. miejsce |
|  |           |                        |           |  |  |                   |                        |                   |
|  |           |                        |           |  |  |                   | Anglia U-20            | 22                |
|  |           |                        |           |  |  |                   | Południowa Afryka U-20 | 37                |

| 17 czerwca 201014:10 | Australia U-20                                                | 28:16 | Anglia U-20                          | Estadio Newell’s Old Boys, Rosario Sędzia: Garratt Williamson |
| 17 czerwca 201014:10 | Toʻomua 13 (2pd 3K), Toua 5 (P), Morahan 5 (P), Sitauti 5 (P) | 28:16 | Smith 5 (P), Homer 6 (2K), May 5 (P) | Estadio Newell’s Old Boys, Rosario Sędzia: Garratt Williamson |

| 17 czerwca 201016:30 | Nowa Zelandia U-20                                                | 36:7 | Południowa Afryka U-20        | Estadio Newell’s Old Boys, Rosario Sędzia: John Lacey |
| 17 czerwca 201016:30 | Savea 10 (2P), Bleyendaal 16 (2pd 4K), Thomson 5 (P), Grice 5 (P) | 36:7 | Lambie 2 (pd), Du Preez 5 (P) | Estadio Newell’s Old Boys, Rosario Sędzia: John Lacey |

| 21 czerwca 201016:45 | Anglia U-20                                              | 22:27 | Południowa Afryka U-20                                | Estadio Newell’s Old Boys, Rosario Sędzia: Francisco Pastrana |
| 21 czerwca 201016:45 | Watson 5 (P), Burns 9 (P 2pd), Marler 5 (P), Clegg 3 (K) | 22:27 | Scheepers 5 (P), Lambie 12 (P 2pd K), Sithole 10 (2P) | Estadio Newell’s Old Boys, Rosario Sędzia: Francisco Pastrana |
| 21 czerwca 201016:45 | Green                                                    | 22:27 | Van der Walt                                          | Estadio Newell’s Old Boys, Rosario Sędzia: Francisco Pastrana |

| 21 czerwca 201019:10 | Australia U-20                                  | 17:62 | Nowa Zelandia U-20                                                                                     | Estadio Newell’s Old Boys, Rosario Sędzia: Pascal Gaüzère |
| 21 czerwca 201019:10 | Toʻomua 7 (2pd K), Morahan 5 (P), Sitauti 5 (P) | 17:62 | Coltman 5 (P), Bleyendaal 28 (P 4pd 5K), Marshall 5 (P), Veainu 15 (3P), Polwart 5 (P), Parker 4 (2pd) | Estadio Newell’s Old Boys, Rosario Sędzia: Pascal Gaüzère |
| 21 czerwca 201019:10 | Coltman                                         | 17:62 | | Estadio Newell’s Old Boys, Rosario Sędzia: Pascal Gaüzère |

## Klasyfikacja końcowa
| Miejsce | Reprezentacja          |
| ------- | ---------------------- |
| złoto   | Nowa Zelandia U-20     |
| srebro  | Australia U-20         |
| brąz    | Południowa Afryka U-20 |
| 4       | Anglia U-20            |
| 5       | Francja U-20           |
| 6       | Argentyna U-20         |
| 7       | Walia U-20             |
| 8       | Fidżi U-20             |
| 9       | Irlandia U-20          |
| 10      | Szkocja U-20           |
| 11      | Tonga U-20             |
| 12      | Samoa U-20             |